# 이든나인
이든나인은 대한민국의 연예 기획사이다.

## 소속 연예인

### 현재 소속
- 원빈
- 이나영

## 역사

### 원래 이름
- (주) 드림이스트온